# روزاريو أورتيز
روزاريو أورتيز (بالإسبانية: Rosario Ortiz)‏ هي صحفية تشيلية، (ولدت في كونثبثيون في تشيلي 1827  م).